# Slovinská mužská házenkářská reprezentace
Slovinská házenkářská reprezentace mužů reprezentuje Slovinsko na mezinárodních házenkářských akcích, jako je mistrovství světa nebo mistrovství Evropy.

## Mistrovství světa
| Rok/pořádající země                | Účast                            |
| ---------------------------------- | -------------------------------- |
| MS 1938 Německo                    | Bez účasti                       |
| MS 1954 Švýcarsko                  | Bez účasti                       |
| MS 1958 NDR                        | Bez účasti                       |
| MS 1961 SRN                        | Bez účasti                       |
| MS 1964 ČSSR                       | Bez účasti                       |
| MS 1967 Švédsko                    | Bez účasti                       |
| MS 1970 Francie                    | Bez účasti                       |
| MS 1974 NDR                        | Bez účasti                       |
| MS 1978 Dánsko                     | Bez účasti                       |
| MS 1982 SRN                        | Bez účasti                       |
| MS 1986 Švýcarsko                  | Bez účasti                       |
| MS 1990 ČSFR                       | Bez účasti                       |
| MS 1993 Švédsko                    | Bez účasti                       |
| MS 1995 Island                     | 18. místo                        |
| MS 1997 Japonsko                   | Bez účasti                       |
| MS 1999 Egypt                      | Bez účasti                       |
| MS 2001 Francie                    | 17. místo                        |
| MS 2003 Portugalsko                | 11. místo                        |
| MS 2005 Tunisko                    | 12. místo                        |
| MS 2007 Německo                    | 10. místo                        |
| MS 2009 Chorvatsko                 | Bez účasti                       |
| MS 2011 Švédsko                    | Bez účasti                       |
| MS 2013 Španělsko                  | 4. místo                         |
| MS 2015 Katar                      | 8. místo                         |
| MS 2017 Francie                    | Bronzová medaile                 |
| MS 2019 Dánsko, Německo            | Bez účasti                       |
| MS 2021 Egypt                      | 9. místo                         |
| MS 2023 Polsko, Švédsko            | 10. místo                        |
| MS 2025 Chorvatsko, Dánsko, Norsko | 13. místo                        |
| Celkem                             | Účast – 11× · – 0× · – 0× · – 1× |

## Mistrovství Evropy
| Rok/pořádající země               | Účast                            |
| --------------------------------- | -------------------------------- |
| ME 1994 Portugalsko               | 10. místo                        |
| ME 1996 Španělsko                 | 11. místo                        |
| ME 1998 Itálie                    | Bez účasti                       |
| ME 2000 Chorvatsko                | 5. místo                         |
| ME 2002 Švédsko                   | 12. místo                        |
| ME 2004 Slovinsko                 | Stříbrná medaile                 |
| ME 2006 Švýcarsko                 | 8. místo                         |
| ME 2008 Norsko                    | 10. místo                        |
| ME 2010 Rakousko                  | 11. místo                        |
| ME 2012 Srbsko                    | 6. místo                         |
| ME 2014 Dánsko                    | Bez účasti                       |
| ME 2016 Polsko                    | 14. místo                        |
| ME 2018 Chorvatsko                | 8. místo                         |
| ME 2020 Norsko, Rakousko, Švédsko | 4. místo                         |
| ME 2022 Maďarsko, Slovensko       | 16. místo                        |
| ME 2024 Německo                   | 6. místo                         |
| Celkem                            | Účast – 14× · – 0× · – 1× · – 0× |

## Olympijské hry
| Rok/pořádající země     | Účast                           |
| ----------------------- | ------------------------------- |
| LOH 1936 Berlín         | Bez účasti                      |
| LOH 1972 Mnichov        | Bez účasti                      |
| LOH 1976 Montreal       | Bez účasti                      |
| LOH 1980 Moskva         | Bez účasti                      |
| LOH 1984 Los Angeles    | Bez účasti                      |
| LOH 1988 Soul           | Bez účasti                      |
| LOH 1992 Barcelona      | Bez účasti                      |
| LOH 1996 Atlanta        | Bez účasti                      |
| LOH 2000 Sydney         | 8. místo                        |
| LOH 2004 Athény         | 11. místo                       |
| LOH 2008 Peking         | Bez účasti                      |
| LOH 2012 Londýn         | Bez účasti                      |
| LOH 2016 Rio de Janeiro | 6. místo                        |
| LOH 2020 Tokio          | Bez účasti                      |
| Celkem                  | Účast – 3× · – 0× · – 0× · – 0× |